# Stefanos Mouktarīs
Stefanos Mouktarīs (in greco Στέφανος Μουκτάρης?; Nicosia, 10 luglio 1994) è un calciatore cipriota, difensore del Doxa Katōkopias.

## Carriera

### Club
Ha giocato nella massima serie greca e in quella cipriota.

### Nazionale
Nel 2015 ha giocato tre incontri con la nazionale cipriota Under-21.

## Statistiche

### Presenze e reti nei club
Statistiche aggiornate al 27 novembre 2021.
| Stagione                  | Squadra                   | Campionato                | Campionato | Campionato | Coppe nazionali | Coppe nazionali | Coppe nazionali | Coppe continentali | Coppe continentali | Coppe continentali | Altre coppe | Altre coppe | Altre coppe | Totale | Totale |
| Stagione                  | Squadra                   | Comp                      | Pres       | Reti       | Comp            | Pres            | Reti            | Comp               | Pres               | Reti               | Comp        | Pres        | Reti        | Pres   | Reti   |
| ------------------------- | ------------------------- | ------------------------- | ---------- | ---------- | --------------- | --------------- | --------------- | ------------------ | ------------------ | ------------------ | ----------- | ----------- | ----------- | ------ | ------ |
| 2013-2014                 | Olympiakos Nicosia        | B                         | ?          | ?          | CC              | 2               | 0               |                    | -                  | -                  |             | -           | -           | 2      | 0      |
| 2014-2015                 | Olympiakos Nicosia        | B                         | ?          | ?          | CC              | 2               | 0               |                    | -                  | -                  |             | -           | -           | 2      | 0      |
| Totale Olympiakos Nicosia | Totale Olympiakos Nicosia | Totale Olympiakos Nicosia | ?          | ?          |                 | 4               | 0               |                    | -                  | -                  |             | -           | -           | 4      | 0      |
| 2015-2016                 | Kallithea                 | FL                        | 24         | 1          | CG              | 3               | 0               |                    | -                  | -                  |             | -           | -           | 27     | 1      |
| 2016-gen. 2017            | Kallithea                 | FL                        | 6          | 2          | CG              | 3               | 0               |                    | -                  | -                  |             | -           | -           | 9      | 2      |
| Totale Kallithea          | Totale Kallithea          | Totale Kallithea          | 30         | 3          |                 | 6               | 0               |                    | -                  | -                  |             | -           | -           | 36     | 3      |
| gen.-mag. 2017            | Paniōnios                 | SL                        | 2          | 0          |                 | -               | -               |                    | -                  | -                  |             | -           | -           | 2      | 0      |
| 2017-2018                 | Doxa Katōkopias           | A                         | 23         | 3          | CC              | 2               | 0               |                    | -                  | -                  |             | -           | -           | 25     | 3      |
| 2018-2019                 | Doxa Katōkopias           | A                         | 21         | 1          | CC              | 1               | 0               |                    | -                  | -                  |             | -           | -           | 22     | 1      |
| 2019-gen. 2020            | Doxa Katōkopias           | A                         | 12         | 0          | CC              | 0               | 0               |                    | -                  | -                  |             | -           | -           | 12     | 0      |
| Totale Doxa Katōkopias    | Totale Doxa Katōkopias    | Totale Doxa Katōkopias    | 56         | 4          |                 | 3               | 0               |                    | -                  | -                  |             | -           | -           | 59     | 4      |
| gen.-mag. 2020            | Olympiakos Nicosia        | A                         | 1          | 0          |                 | -               | -               |                    | -                  | -                  |             | -           | -           | 1      | 0      |
| 2020-2021                 | Doxa Katōkopias           | A                         | 33         | 2          | CC              | 0               | 0               |                    | -                  | -                  |             | -           | -           | 33     | 2      |
| 2021-2022                 | Olympiakos Nicosia        | A                         | 3          | 0          | CC              | 0               | 0               |                    | -                  | -                  |             | -           | -           | 3      | 0      |
| Totale carriera           | Totale carriera           | Totale carriera           | 125        | 9          |                 | 13              | 0               |                    | -                  | -                  |             | -           | -           | 138    | 9      |